# Oil City (Louisiana)
Oil City és una població dels Estats Units a l'estat de Louisiana. Segons el cens del 2000 tenia 1.219 habitants.

## Demografia
Segons el cens del 2000, Oil City tenia 1.219 habitants, 480 habitatges, i 311 famílies. La densitat de població era de 262,9 habitants/km².
Dels 480 habitatges en un 34,2% hi vivien nens de menys de 18 anys, en un 38,5% hi vivien parelles casades, en un 21,3% dones solteres, i en un 35,2% no eren unitats familiars. En el 33,3% dels habitatges hi vivien persones soles el 16,3% de les quals corresponia a persones de 65 anys o més que vivien soles. El nombre mitjà de persones vivint en cada habitatge era de 2,54 i el nombre mitjà de persones que vivien en cada família era de 3,27.
Per edats la població es repartia de la següent manera: un 32,2% tenia menys de 18 anys, un 10,4% entre 18 i 24, un 26,4% entre 25 i 44, un 18,1% de 45 a 60 i un 12,9% 65 anys o més.
L'edat mediana era de 30 anys. Per cada 100 dones de 18 o més anys hi havia 80,2 homes.
La renda mediana per habitatge era de 19.375 $ i la renda mediana per família de 25.114 $. Els homes tenien una renda mediana de 23.516 $ mentre que les dones 15.667 $. La renda per capita de la població era de 9.697 $. Entorn del 28,8% de les famílies i el 35,9% de la població estaven per davall del llindar de pobresa.

## Poblacions més properes
El següent diagrama mostra les poblacions més properes.